# 捷捷列夫河

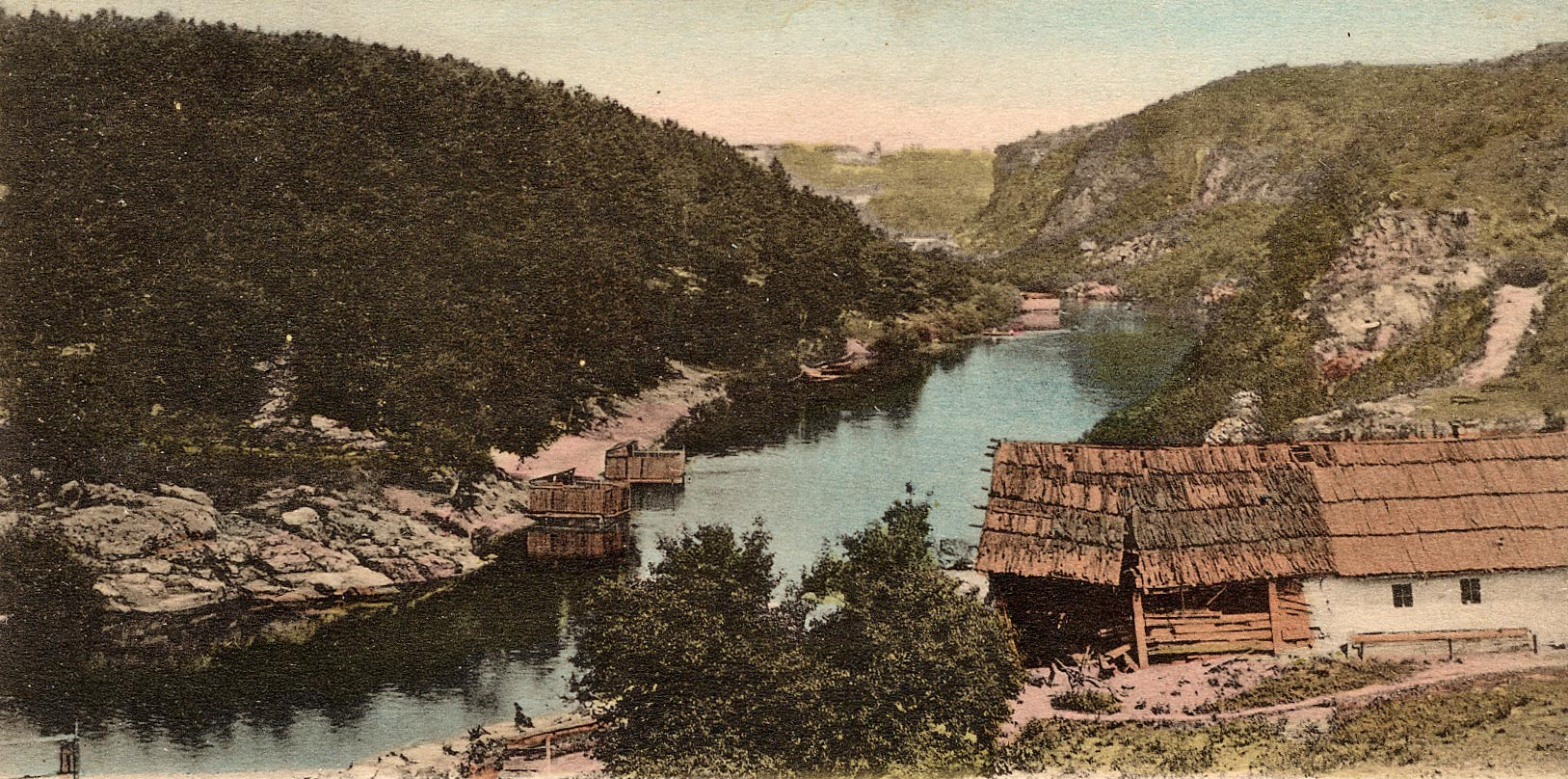

第聶伯河河盆

捷捷列夫河，或按烏克蘭語名譯特特里夫河（羅馬化：Teteriv），是烏克蘭的河流，屬於第聶伯河的右支流，河流全長365公里，流域面積15,100平方公里，發源自波多尔高地，河水主要來自融雪和雨水，最終注入基輔水庫，河畔城鎮有日托米爾。